# Henri XV de Reuss-Plauen
Le prince Henri XV de Reuss-Plauen, né le 22 février 1751 au château de Greiz, en principauté de Reuss branche aînée, et mort le 30 août 1825 dans ce même lieu, est un feld-maréchal autrichien. Il est l'un des six enfants du couple princier de Reuss, issue d'une famille d'excellente noblesse. À l'âge de 15 ans, il s'engage dans l'armée des Habsbourg et, de 1788 à 1791, fait ses premières armes contre l'Empire ottoman au sein de la suite de l'empereur Joseph II d'Autriche. Il devient officier général au début des guerres de la Révolution française et se bat contre Napoléon Bonaparte en Italie au cours de la campagne de 1796-1797. 
Il sert par la suite en Allemagne et en Suisse, notamment aux batailles de Stockach et de Zurich. Durant les guerres napoléoniennes, le prince combat à nouveau en Italie sous les ordres de l'archiduc Charles en 1805 puis lors de la campagne d'Autriche de 1809 où il se distingue à Abensberg, Landshut et Neumarkt. En 1813, détaché en mission diplomatique auprès du royaume de Bavière, il est l'un des principaux artisans de l'entrée en guerre de cette dernière aux côtés des Alliés. Il n'occupe plus à la fin de sa vie qu'un rôle honorifique auprès de la cour d'Autriche.

## Biographie

### Jeunesse et début de carrière
Henri XV naît au château de Greiz le 22 février 1751. Ses parents, le Graf Henri XI de Reuss-Greiz (1722-1800) et son épouse Conradine de Reuss-Kostritz (1719-1770) respectent la tradition familiale de baptiser tous les héritiers mâles du prénom d'Henri. Ils donnent ainsi à leurs six garçons le même prénom en les numérotant successivement, de Henri XII à Henri XVII, tandis que leurs cinq filles se voient attribuer les prénoms d'Amalie, Fredericke, Isabella, Marie et Ernestine. Appartenant à la principauté de Reuss-Greiz, Henri XV porte le titre de « Prince » (Fürst), mais il n'est pas le prince régnant, dignité réservée à son dernier frère aîné Henri XIII de 1800 à 1817.
Son biographe Enzenthal indique qu'il s'enrôle en qualité d'enseigne le 21 mars 1766 au régiment d'infanterie Oliver Wallis, en contradiction avec Smith et Kudrna qui mentionne le régiment d'infanterie autrichien no 35 Macquire. Promu sous-lieutenant le 10 août 1768, il passe au régiment d'infanterie no 48 Brinken avec le grade de lieutenant le premier jour de décembre 1769 ; il est capitaine le 1er octobre 1774. À la mort de l'impératrice Marie-Thérèse en 1780, son successeur Joseph II appuie la carrière du prince. 
Ce dernier poursuit donc son ascension dans la hiérarchie militaire en devenant major le 24 avril 1784 puis adjudant-général le 2 février 1788. Pendant la guerre austro-turque de 1788 à 1791, Reuss fait partie de la suite de l'empereur ; il donne de sa personne lors de la prise de Šabac (mars-avril 1788), ce qui lui vaut d'être promu successivement lieutenant-colonel le 10 novembre de la même année et colonel du régiment d'infanterie no 56 Wenzel Colloredo le 18 juillet 1789. En automne suivant, il participe au siège de Belgrade.

### Parcours lors des guerres révolutionnaires

#### Du Rhin aux plaines d'Italie, 1793-1797
Au printemps 1793, Reuss défend une position contre les Français avec succès et est fait général-major au mois de mai. Il sert à l'état-major du maréchal Frédéric Josias de Saxe-Cobourg-Saalfeld et, à ce titre, assiste à la bataille d'Avesnes-le-Sec le 12 septembre. Au cours de l'action, le prince Jean de Liechtenstein avec 2 000 cavaliers écrase un corps français de 7 000 soldats, lui infligeant 2 000 tués ou blessés auxquels s'ajoutent 2 000 prisonniers. Au début de l'année 1796, Reuss opère dans le Haut-Rhin à la tête d'une brigade d'infanterie.

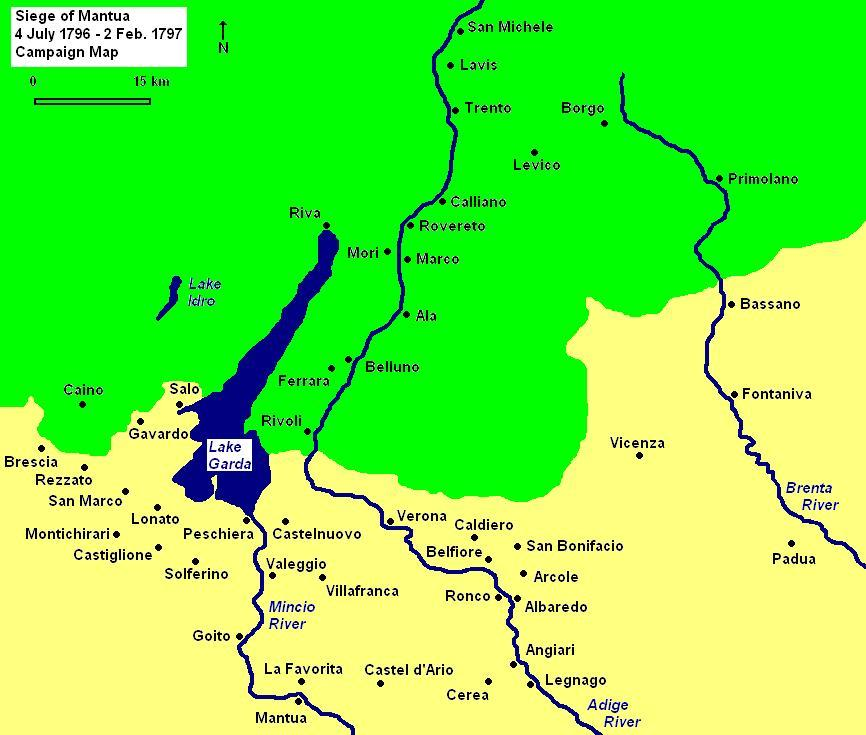
Campagne de Mantoue, 1796-1797, secteur des opérations.

Les victoires de Bonaparte contre Beaulieu en Italie, entre avril et mai 1796, détériorent rapidement la situation stratégique du Saint-Empire. Le commandement supérieur autrichien dépêche le maréchal Wurmser en Italie, suivi d'importants renforts parmi lesquels se trouve le prince de Reuss. Lors de la première tentative de lever le siège de Mantoue, le prince âgé de 45 ans mène une brigade de la colonne de Quasdanovich sur la rive ouest du lac de Garde. Les opérations sont dans un premier temps à l'avantage des Autrichiens, mais Bonaparte défait Quasdanovich à la bataille de Lonato et force ce dernier à battre en retraite sur Riva del Garda. Alors que la bataille fait rage, Reuss s'empare de Desenzano del Garda et délivre à cette occasion plusieurs prisonniers autrichiens du corps d'Ocskay. L'arrivée des renforts français le contraint cependant à reculer sur Gavardo.
Dans une deuxième tentative de soulager Mantoue, Reuss commande une brigade de 5 200 hommes attachée au corps du général Davidovitch. Sa zone de responsabilité s'étend de l'extrémité nord du lac de Garde à Trente, sur la rive ouest de l'Adige. Le 3 septembre, une division française forte de 10 000 hommes, sous les ordres du général Claude-Henri Belgrand de Vaubois, éjecte les avant-postes autrichiens du village de Nago-Torbole sur les bords du lac. L'un de ses supérieurs ordonne au prince d'attaquer les Français le jour suivant, avant de reconnaître que la chose est impossible. Au cours de la bataille de Rovereto, le 4 septembre, il défend le camp de Mori sur la rive ouest tandis que les généraux Vukassovich et Sporck tiennent le village de Marco sur la rive est. Bonaparte, qui dispose d'une très large supériorité numérique, met le corps de Davidovich en déroute et le refoule au nord de Trente.
Au début de l'année 1797, le nouveau commandant en chef de l'armée autrichienne d'Italie, le général Josef Alvinczy, décide de se porter une quatrième fois au secours de Mantoue. Dans cet objectif, il donne à Reuss le commandement de sa plus forte colonne, soit 7 900 soldats au total. Le prince longe la rive ouest de l'Adige, parallèlement à Vukassovich sur la rive est, tous deux suivis par le reste de l'armée qui a emprunté une route plus à l'ouest près du Monte Baldo. La rencontre avec les troupes françaises a lieu les 14 et 15 janvier à Rivoli. Lors de l'affrontement, les troupes de Reuss parviennent à se frayer un chemin depuis la rivière jusqu'au plateau en dépit d'une résistance tenace de la part des Français. À cet instant, une contre-attaque française sème la panique dans les autres colonnes autrichiennes qui courent trouver refuge dans la vallée en contrebas ; gênés par les fuyards et attaqués par les Français sur deux côtés, les fantassins de Reuss se replient à leur tour au fond de la gorge où leur commandant s'efforce de les rallier. À la suite de l'échec de Reuss, les dernières forces autrichiennes présentes sur le plateau sont mises en déroute par Bonaparte.
Reuss est récompensé de ses services par le grade de Feldmarschall-Leutnant le 1er mars 1797. Le même mois, durant l'évacuation de l'Italie par l'armée autrichienne, il commande une division de l'aile gauche sous les ordres de l'archiduc Charles avec laquelle il participe au repli vers Ljubljana.

#### Guerre de la Deuxième Coalition
Toujours sous le commandement de l'archiduc Charles, Reuss prend part à la bataille de Stockach les 25 et 26 mars 1799, puis à celle de Winterthour au mois de mai. Il commande une division au centre du dispositif autrichien lors de la première bataille de Zurich du 4 au 7 juin ; durant l'engagement, son supérieur immédiat, le comte de Wallis, reçoit une blessure mortelle. De mars à septembre 1800, il défend enfin le Vorarlberg et le Tyrol. L'empereur François II le fait propriétaire (Inhaber) de l'IR no 17 Reuss Plauen l'année suivante, charge qu'il conserve jusqu'à sa mort. Son frère Henri XIII est également propriétaire de l'IR no 55 Reuss-Greiz de 1803 à 1809, puis de l'IR no 18 Reuss-Greiz de 1809 à 1817.

### Sous les guerres napoléoniennes
Reuss sert à nouveau sous l'archiduc Charles en Italie pendant la guerre de la Troisième Coalition en 1805. Il est affecté à l'armée autrichienne d'Italie au commandement d'une division forte de huit bataillons. Il est présent avec ses troupes lors du premier engagement de la campagne à Vérone le 18 octobre. Au cours de la bataille de Caldiero, qui se déroule du 29 au 31 octobre, Charles lui confie la direction de toute l'aile gauche. Cette dernière se compose des brigades Kalnássy (huit bataillons de ligne) et Colloredo-Mansfeld (cinq bataillons de grenadiers) ainsi que du régiment de uhlans no 3 Archiduc Charles, troupes avec lesquelles le prince joue un rôle prépondérant au cours de la bataille. Le brouillard se lève au matin du 30 octobre vers 11 h 30. La division française du général Duhesme attaque très vite les forces de Reuss retranchées dans le village de Caldiero. La localité est l'enjeu d'un combat féroce et change de mains à plusieurs reprises au cours de la journée, les attaques de Duhesme succédant aux contre-attaques du prince de Reuss. Les Français s'emparent finalement de Caldiero dans la soirée sans parvenir à rompre les lignes adverses. Le lendemain, Reuss repousse une reconnaissance française sur le flanc gauche autrichien. Le 1er décembre, Charles bat en retraite vers l'est, ce qui met fin aux opérations dans ce secteur.

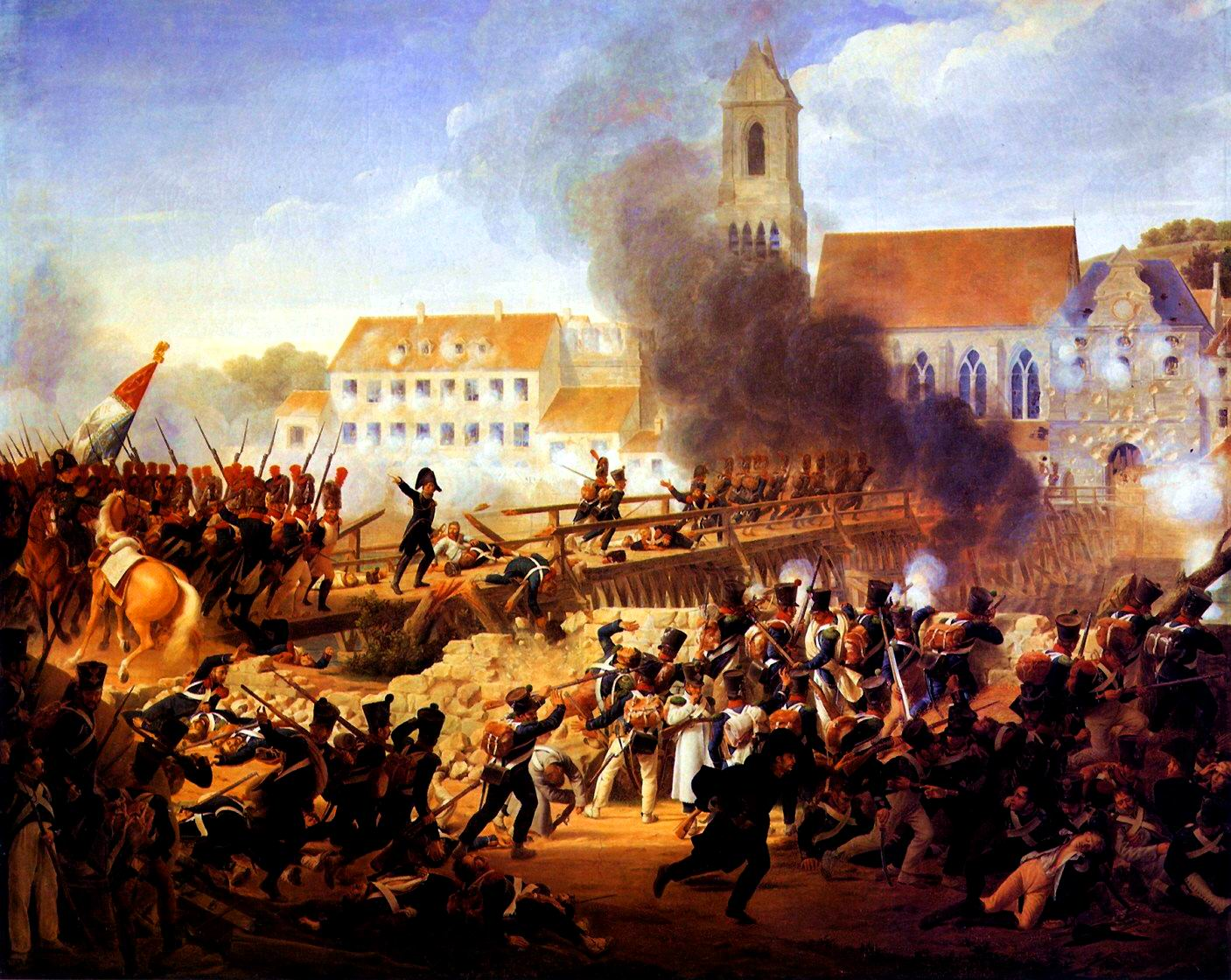
La bataille de Landshut, le 21 avril 1809, par Louis Hersent. Le prince de Reuss y participe à la tête d'une division.

Une nouvelle guerre entre la France et l'Autriche éclate en 1809. Reuss prend cette fois la tête d'une division du 5e corps d'armée de l'archiduc Louis. Les troupes sous ses ordres comprennent douze bataillons répartis en deux brigades sous les généraux Frédéric Bianchi et Franz Schulz von Rothacker. Dans la première phase de la campagne, qui culmine à la bataille d'Eckmühl le 22 avril, il se signale successivement à Abensberg et Landshut. Le 24 avril, il dirige une colonne d'attaque lors du combat de Neumarkt-Sankt Veit qui s'achève sur une victoire autrichienne, avant de prendre part à la bataille d'Ebersberg le 3 mai suivant.

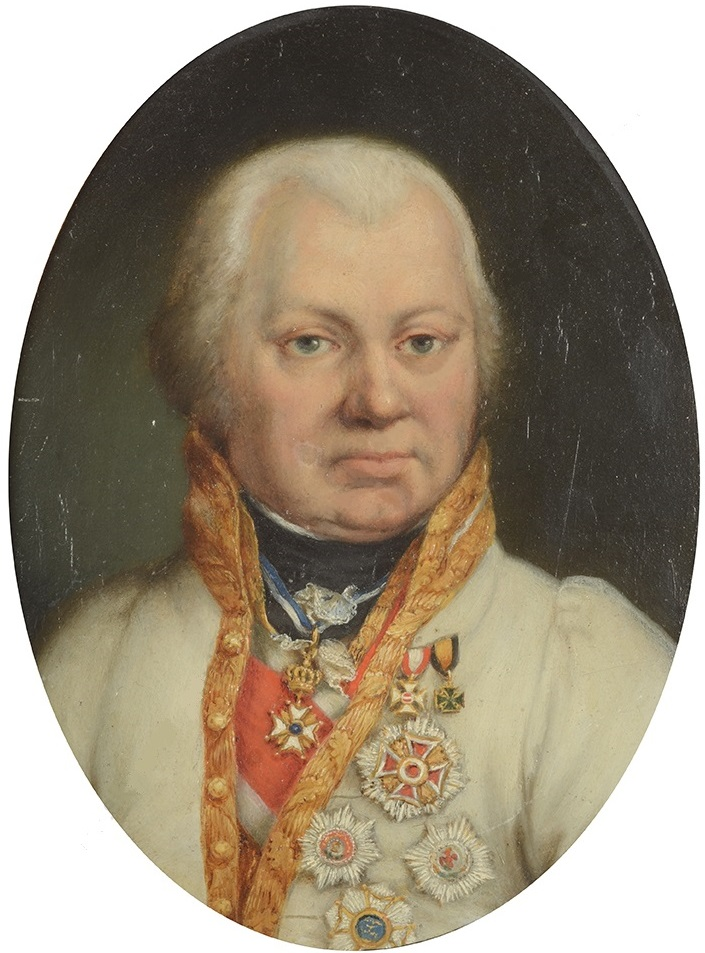
Le prince Henri XV de Reuss-Plauen (miniature de Josef Ziegler, 1820).

Le 15 mai, Reuss est promu au rang de Feldzeugmeister et se voit confier le commandement du 5e corps. Chargées de surveiller le secteur de Nussdorf, ses troupes manquent la bataille d'Essling du 21 au 22 mai 1809 et assistent passivement à celle de Wagram où, sur ordre de l'archiduc Charles, elles sont employées à la garde des ponts du Danube à l'ouest du champ de bataille. À cette période, le corps d'armée du prince se compose des brigades Neustädter, Pfluger et Klebelsberg pour un total de 8 958 hommes. Le 10 juillet, Reuss résiste brillamment à l'armée française lors d'une action d'arrière-garde à Schöngrabern et participe le lendemain à la bataille de Znaïm où chacun des belligérants subit de lourdes pertes. Un armistice est finalement signé le matin du 12 juillet, ce qui met fin aux hostilités. Pour son beau comportement tout au long de la campagne, Reuss est décoré de la croix de chevalier de l'ordre militaire de Marie-Thérèse le 25 novembre 1809.
De 1810 à 1813, il est en poste à Lemberg en tant que commandant général de Galicie et de Lodomérie. Après diverses affectations, il commande en juillet 1813 l'armée du Danube, placée en observation à la frontière bavaroise. Le 8 octobre, il signe avec le lieutenant-général von Wrede le traité de Ried, qui détermine l'entrée en guerre du royaume de Bavière aux côtés des Alliés. Déjà grand-croix de l'ordre impérial de Léopold depuis le 31 mai, il est fait grand-croix de l'ordre militaire de Maximilien-Joseph de Bavière trois jours après la signature du traité. La Russie l'honore également en le faisant chevalier de l'ordre de Saint-Alexandre Nevski au mois de novembre. 

### Dernières années
Nommé le 25 octobre 1813 gouverneur des provinces conquises d'Italie, il ne se rend toutefois dans cette région qu'au mois de décembre et exerce la fonction de commandant militaire de la Vénétie d'avril 1814 à janvier 1815. Ses talents d'administrateur civil sont récompensés par une médaille d'or au mois de mai suivant ; il est également récipiendaire de l'ordre de la Couronne de fer le 6 février 1816. Il est nommé par la suite gouverneur de la Galicie. Aboutissement de sa carrière, il est promu Generalfeldmarschall le jour de sa mise à la retraite, le 10 septembre 1824. Le prince de Reuss meurt le 30 août 1825 en son château de Greiz, sans s'être jamais marié.
Jens-Florian Ebert le décrit comme un homme « plein de sang-froid, brave et déterminé », ayant fait preuve tout au long de sa carrière « d'une bravoure et de qualités peu communes ». Il était de confession évangélique.